# FC Sopron
Maillots
Le FC Sopron est un club de football hongrois basé à Sopron.

## Historique
- 1923 : fondation du club sous le nom de Sopron SE
- 1991 : le club est renommé Soproni LC
- 1992 : le club est renommé Soproni EMDSZ LC
- 1995 : le club est renommé MATÁV SC Sopron
- 2005 : le club est renommé FC Sopron

## Palmarès
- Coupe de Hongrie de football
  - Vainqueur : 2005
- Supercoupe de Hongrie de football
  - Finaliste : 2005

## Anciens joueurs
- Gábor Babos
- János Balogh
- Ondrej Debnár
- Róbert Feczesin
- Pál Fischer
- András Horváth
- Szabolcs Huszti
- Rolf Landerl
- Tamás Nagy
- Sándor Preisinger
- Gábor Puglits
- Luigi Sartor
- Giuseppe Signori
- Norbert Sipos
- Jimmy Jones Tchana
- Mihály Tóth

## Entraîneurs célèbres
- Dario Bonetti
- Pál Csernai
- Lajos Détári
- Roberto Landi
- Tibor Selymes